# Послідовний порт

DA, DB, DC, DD, і DE-коннектори

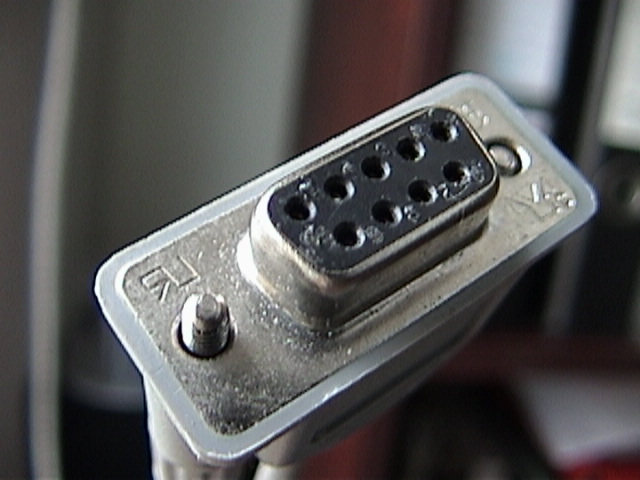
9-контактний рознім послідовного COM-порту

Послідо́вний порт (англ. serial port) — двонаправлений послідовний інтерфейс, призначений для обміну байтовою інформацією. Послідовний тому, що інформація через нього передається по одному біту, біт за бітом (на відміну від паралельного порту). Найчастіше для послідовного порту персональних комп'ютерів використовується стандарт RS-232c. Раніше послідовний порт використовувався для підключення терміналу, пізніше для модема або миші. Зараз він використовується для з'єднання з джерелами безперебійного живлення, для зв'язку з апаратними засобами обчислювальних систем.
Хоча деякі інші інтерфейси комп'ютера — такі як Ethernet, Firewire і USB — також використовують послідовний спосіб обміну, назва «Послідовний порт» закріпилася за портом, що має стандарт Rs-232c.
Найчастіше використовуються D-подібні роз'єми: 9- і 25-контактні (DB-9 і DB-25 відповідно). Раніше використовувалися також DB-31 і круглі восьмиконтактні DIN-8. Максимальна швидкість передачі зазвичай становить 115200 біт/с.
Важливою особливістю інтерфейсної системи послідовного порту є те, що вона може передавати дані в послідовному режимі від пристрою і в паралельному від шини. Взаємне перетворення послідовних та паралельних форматів даних виконується із допомогою регістрів зсуву, що мають функцію паралельного доступу.

## Різновиди реалізації інтерфейсу
- PCI Express (раніше відомий як 3GIO/Arapaho), новий послідовний інтерфейс, що використовує програмну модель PCI, однак має продуктивніший фізичний рівень (LVDS використовується і нові роз'єми).

## Цоколювання[2]
| PIN# | SIGNAL | PIN# | SIGNAL |
| ---- | ------ | ---- | ------ |
| 1    | NC     | 6    | NC     |
| 2    | RX     | 7    | RTS    |
| 3    | TX     | 8    | NC     |
| 4    | DTR    | 9    | NC     |
| 5    | GND    |      |        |

| Контакт | Сигнал | Вхід/вихід | Призначення                        |
| ------- | ------ | ---------- | ---------------------------------- |
| 1       | DCD    | Вхід       | Детектування даних і несучої       |
| 2       | SIN    | Вхід       | Послідовний ввід                   |
| 3       | SOUT   | Вихід      | Послідовний вивід                  |
| 4       | DTR    | Вихід      | Термінал готовий до передачі даних |
| 5       | GND    | -          | Підвішена земля                    |
| 6       | DSR    | Вхід       | Готовність набору даних            |
| 7       | RTS    | Вихід      | Готовність до передачі             |
| 8       | CTS    | Вхід       | Готовність до прийому              |
| 9       | RI     | Вхід       | Індикатор дзвінка                  |
| Екран   | -      | -          | Заземлення на масу                 |

## Виноски
1. ↑  Хамахер К., Вранешич З., Заки С. (2003). 4.6.2 Последовательный порт. Организация ЭВМ. bhv. ISBN 5-8046-0162-8.
2. ↑  Разъемы и порты ввода/вывода. Архів оригіналу за 2 лютого 2012. Процитовано 7 вересня 2011.